# Alfred Günther (Aktivist)
Alfred Peter Günther (* 16. Dezember 1894 in Elberfeld; † nach 1933) war ein deutscher politischer Aktivist. Er wurde vor allem bekannt durch seine Verwicklung in rechtsradikale terroristische Aktionen in den Jahren nach dem Ersten Weltkrieg, wie das Attentat auf den ehemaligen Reichskanzler Philipp Scheidemann im Jahr 1922.

## Leben und Tätigkeit

### Frühe Jahre und Erster Weltkrieg
Günther war ein Sohn des Fabrikanten August Günther und seiner Ehefrau Laura, geb. Nordmeier. In seiner Kindheit besuchte Günther die Vorschule des Realgymnasiums und das Realgymnasium in Elberfeld. 1910 verließ er die Schule und begann eine kaufmännische Lehre in einem Exportgeschäft.
Am 2. August 1914 trat Günther anlässlich des Beginns des Ersten Weltkriegs als Kriegsfreiwilliger in die preußische Armee ein, in der er dem Infanterie-Regiment Nr. 135 in Diedenhofen zugeteilt wurde. Im September 1914 kam er mit diesem Regiment an die Westfront. Im Dezember 1915 wurde Günther zum Leutnant der Infanterie befördert und zum Infanterie-Regiment Nr. 13 versetzt. Er wurde u. a. bei Kämpfen in der Argonnen (1914 und 1915) und vor Verdun (1916 und 1917) eingesetzt. Im Krieg wurde Günther insgesamt sechsmal verletzt. Am 24. September 1917 geriet er bei einem Angriff im Chaumewald schwerverletzt in französische Gefangenschaft.
Im Oktober 1919 wurde Günther aufgrund seines schlechten Gesundheitszustandes aus der Gefangenschaft entlassen und kehrte nach Deutschland zurück. Er verblieb bis zum April 1920 in einem Reservelazarett in Elberfeld. Anschließend trat er in das Geschäft seines Vaters ein.

### Politisch-terroristische Tätigkeit in den frühen 1920er Jahren
Anlässlich der deutsch-polnischen Grenzkämpfe während des 3. Oberschlesischen Aufstandes im Jahr 1921 reiste Günther zusammen mit rund vierzig Angehörigen der Elberfelder Jugendgruppe des Deutschvölkischen Schutz- und Trutzbundes (DVSTB), darunter Hans Hustert und Karl Kaufmann, nach Oberschlesien. Dort nahmen diese in der Sturmkompanie („Sturmkompanie Koppe“) des Bataillons Graf Bethusy-Huc an den dortigen Kämpfen teil. Günther lernte in Oberschlesien Manfred von Killinger kennen, durch den er und andere Mitglieder der Elberfelder Gruppe in Kontakt mit der rechtsradikalen Geheimorganisation Organisation Consul kamen, um schließlich selbst Aktivisten dieser Organisation zu werden.
Nach seiner Rückkehr nach Elberfeld arbeitete Günther erneut im Geschäft seines Vaters. Zudem war er Vorsitzender der örtlichen Jugendgruppe des DVSTB und heimlicher Leiter und Koordinator der O.C. in Elberfeld und Umgebung. Anfang 1922 soll Günther zudem die Absicht gehabt haben, in Elberfeld eine Ortsgruppe der NSDAP zu gründen. Nach dem Urteil von Bernhard Sauer spielte er zu dieser Zeit „eine wichtige Rolle [...] in der rechtsradikalen Szene“.
In Oberschlesien hatte Günther den Leutnant a. D. und Landwirt Karl Oehlschläger (* 1893) kennengelernt, der nach dem Ende der dortigen Kämpfe mit ihm nach Elberfeld ging und durch seine Vermittlung eine Stellung als Sicherheitsbeamter in Elberfeld fand.
Im Frühjahr 1922 bereitete Günther einen Plan zur Befreiung von Manfred Killinger, der als Auftraggeber der Ermordung des Reichsfinanzministers Matthias Erzberger in Offenburg in Untersuchungshaft saß, aus der Haft vor. An diesem Plan waren auch Hustert und Oehlschläger beteiligt.
Zur selben Zeit bereiteten Oehlschläger und Hustert ein Attentat auf den ehemaligen Reichskanzler Philipp Scheidemann vor, zu dieser Zeit Oberbürgermeister von Kassel. Das Attentat wurde am Pfingstsonntag, den 4. Juni 1922 während eines Waldspaziergangs auf Scheidemann begangen, scheiterte jedoch, da dieser lebensgefährlich verletzt überlebte. Oehlschläger und Hustert wurden im August 1922 auf einem oberschlesischen Waldgut gefasst.
Günther, der im Verdacht stand, der Anstifter des Attentats gewesen zu sein, wurde polizeilich vernommen und kurzzeitig in Haft genommen. Am 7. Juli 1922 wurde er schließlich wieder freigelassen. Da er eine erneute Inhaftnahme befürchtete, verließ er Elberfeld am 8. Juli und setzte sich heimlich nach Bayern ab. Der Untersuchungsrichter beim Staatsgerichtshof zum Schutze der Republik erließ zu dieser Zeit Haftbefehl gegen ihn. In Bayern tauchte Günther in den folgenden Monaten in wechselnden Quartieren an verschiedenen Orten unter. Seit Januar 1923 lebte er unter dem Decknamen Hellmann in München.
Am 24. Februar 1923 wurde Günther wegen des Verdachtes, am Sturm auf das Hotel Grünwald beteiligt gewesen zu sein, in München verhaftet, im nachfolgenden Prozess aber nicht angeklagt.
Der NSDAP gehörte Günther seit August 1922 an.

### Spätere 1920er und frühe 1930er Jahre
Nach der Neugründung der NSDAP Anfang 1925 trat Günther ihr zum 1. Dezember 1926 zum zweiten Mal bei (Mitgliedsnummer 55.812). Am 22. Januar 1929 wurde er aus der Partei ausgeschlossen, am 23. Juni 1930 jedoch wieder aufgenommen.
Am 20. September 1930 trat Günther in die Schutzstaffel (SS) ein, in der er als Sturmführer in Wuppertal verwendet wurde. Aufgrund von Streitigkeiten trat er jedoch im Februar 1931 zur Sturmabteilung (SA) über. Zum 1. März 1931 wurde er zum Standartenführer in der Schlageter-Standarte ernannt (Bestätigung durch das Verordnungsblatt vom 15. Juli 1931). Dort fiel er aufgrund von Besserwisserei und Zänkischkeit auf, so dass er nach dem vorübergehenden SA-Verbot vom Frühjahr 1932 bei der Neuaufstellung der SA im Juni 1932 keine Verwendung mehr in der SA fand.

### NS-Zeit
Nach der Regierungsübernahme durch die Nationalsozialisten im Januar 1933 fand Günther im Laufe des Jahres eine Stellung bei der der SA angegliederten Dienststelle „Chef des Ausbildungswesens“.
Dort gehörte er zunächst als Standartenführer im Stab des Chefs des Ausbildungswesens an. Im Herbst 1933 wurde Günther auf Vorschlag des Führers der SA-Gruppe Franken, Günther von Obernitz, mit der Führung des SA-Hochschulamtes Würzburg beauftragt. Er hatte diese Stellung zunächst vom 1. November 1933 bis zum 31. März 1933 inne. Vom 4. Januar 1934 bis 15. März 1934 leitete er zudem den I. Dozentenlehrgang der Hochschule.
Am 31. März 1934 schied Günther aus seiner Stellung als Leiter des Hochschulamtes Würzburg aus, um auf Anforderung des Preußischen Kultusministeriums die Leitung der Nationalpolitischen Erziehungsanstalt Wahlstatt zu übernehmen. In den folgenden Monaten amtierte er als Kommandeur dieser Einrichtung mit dem Rang eines Oberführers.